# Ferrovia ad alta velocità Madrid-Estremadura-Confine portoghese
La ferrovia ad alta velocità Madrid-Estremadura-Confine portoghese, in spagnolo línea de alta velocidad Madrid-Extremadura-Frontera portuguesa, è una linea ferroviaria ad alta velocità spagnola per il traffico di passeggeri parzialmente in esercizio, gestita dall'azienda pubblica statale Adif-Alta Velocidad.
Una volta terminata collegherà le città di Madrid e Lisbona.

## Storia
In origine si prevedeva di collegare Madrid e Lisbona in tre ore. Sebbene il progetto per collegare le capitali di Spagna e Portogallo sia stato lanciato al Summit iberico di Salamanca nel 2000, non è progredito con la rapidità prevista e il governo portoghese ha espresso la sua preferenza per lo sviluppo di altre linee come priorità. Tuttavia, il governo spagnolo ha ribadito che esiste un chiaro impegno a realizzare tale collegamento, anche se senza date definite.

## Caratteristiche
La linea è progettata con scartamento standard anziché con scartamento iberico (1668 mm); tuttavia, nella prima fase sono stati posati binari con scartamento iberico con traverse multiuso.